# Bisser Kirow

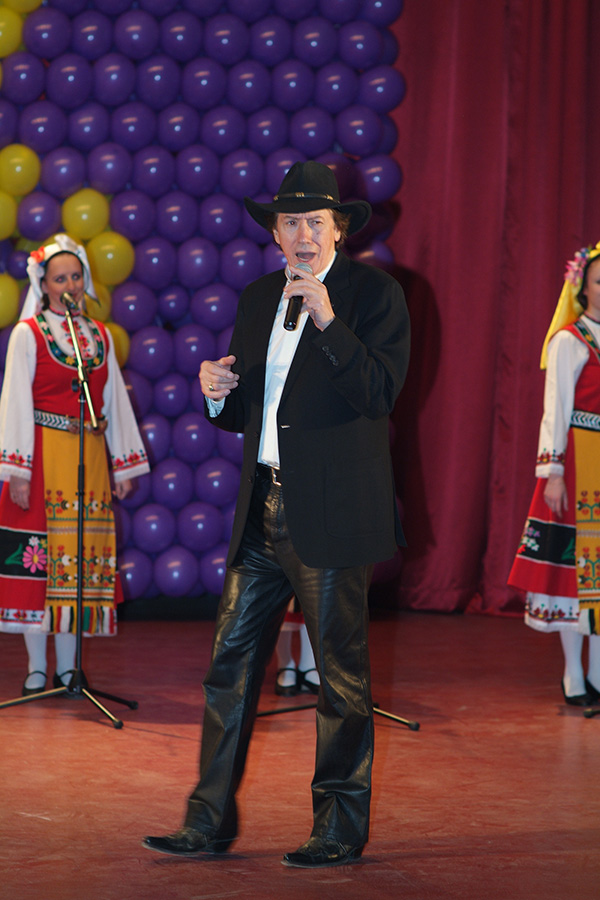
Bisser Kirow, 2012

Bisser Kirow (bulgarisch Бисер Киров; * 4. September 1942 in Sofia; † 6. November 2016 in Berlin) war ein bulgarischer Schlagersänger. Er war beliebt in der DDR.

## Leben
Kirow interessierte sich früh für Musik und spielte Geige, Viola und Gitarre. Er nahm ein Studium der Journalistik an der Universität Sofia auf und schloss später an der Hochschule für Chemie und Metallurgie ab. Zum Beginn seiner musikalischen Karriere trat er in Studentenklubs auf. Ab 1966 arbeitete er mit dem Schlagerkomponisten Moris Aladjem zusammen. 1970 gewann er den ersten Preis beim Goldenen Orpheus. Im Jahr 1974 gewann er den ersten Preis beim Internationalen Schlagerfestival Dresden. Kirow gewann darüber hinaus viele internationale Preise. 1978 wirkte er am Cottbuser Kindermusical und an der Jubiläumssendung zur 1000. Sendung der Schlagerrevue mit.
Er sang in fünf Sprachen, darunter auch in Deutsch, Bulgarisch und Russisch und gehörte in den 1970er und 1980er Jahren zu den erfolgreichsten Schlagersängern in Osteuropa. Kirow veröffentlichte 15 Langspielplatten, dutzende Singles und neun CDs. Insgesamt erreichten seine Werke eine Auflagenhöhe von 7 Millionen, wobei er 700 Lieder von bulgarischen, russischen, spanischen, deutschen und englischen Komponisten veröffentlichte. Er komponierte auch selbst und schrieb mehr als 300 eigene Lieder. Insgesamt gab er mehr als 4.500 Konzerte.
In den 1980er Jahren erlernte er in der Sowjetunion Musik-Regie und gestaltete mehrere Sendungen für den Bulgarischen Nationalen Rundfunk. Von 2006 bis 2010 war Kirow an der Bulgarischen Botschaft in Moskau als Berater in Kulturangelegenheiten tätig.
Bisser Kirow wurde nicht nur in seinem Heimatland ein gern gehörter Sänger, der auch Bach, Händel oder Vivaldi zu schätzen wusste, sondern ebenfalls in der DDR und in anderen Staaten Osteuropas. Sein äußeres Markenzeichen war ein markanter Hut, den er von Dean Reed geschenkt bekam. Auch mit Klaus Schneider war er gut befreundet.

## Diskografie (Auswahl)
- 1972 – Der Wein war rot / Unser Lied (SP, AMIGA – 4 55 897)
- 1973 – Heut ist für uns Sonntag / Macht alle Türen und Fenster auf (SP, AMIGA – 4 55 920)
- 1976 – Macht alle Türen und Fenster auf (LP, AMIGA – 8 55 461)
- 1976 – Ich liebʹ eine Stadt / In so einer Nacht muß man träumen (SP, AMIGA – 4 56 192)

## Dokumentarfilm
- 1975: Zu Gast bei B. K. (DEFA-Kurzdokumentarfilm, Regie: Uwe Belz)[1]